# 綠多鰭魚
綠多鰭魚，為輻鰭魚綱多鰭魚目多鰭魚科的其中一種。

## 分布
本魚分布於非洲象牙海岸及賴比瑞亞的淡水溪流流域。

## 特徵
本魚體延長呈圓柱狀，上頜稍突出又稍微長度超過下頜，側線鱗片55至58個，體背灰色，腹面深灰色或灰白色，胸鰭肉柄具小斑點，背鰭有斑點，腹鰭與臀鰭上無深色花紋，背鰭硬棘7至9枚；臀鰭軟條12至14枚，體長可達30公分。

## 生態
本魚棲息在湖泊、河流氾濫的區域，屬肉食性，以魚類、甲殼類及水生昆蟲等為食。能呼吸空氣而且如此能容忍溶氧量低的集中，仔魚具有外鰓。

## 經濟利用
可做為觀賞魚。